# 豊田市運動公園野球場
豊田市運動公園野球場（とよたしうんどうこうえんやきゅうじょう）とは、愛知県豊田市にある豊田市運動公園内にある野球場のことである。豊田球場（とよたきゅうじょう）とも呼ばれている。
昭和61年（1986年）から昭和63年（1988年）にかけて整備され、平成元年（1989年）10月にオープンした。

## 施設概要
RC及びPC2階建
- 両翼：94メートル　中堅：118メートル
- 内野：混合土（黒土と川砂）、外野：天然芝
- 収容人数：7900人（内野スタンド-ベンチ:5,400人、外野スタンド-芝生:2,500人）
- 照明塔：6基
- スコアボード：電光式

## アクセス
- 名鉄三河線 猿投駅より徒歩約20分。